# Roy van den Berg
Roy van den Berg (né le 4 septembre 1988 à Kampen) est un coureur cycliste néerlandais, spécialisé dans les épreuves de sprint sur piste. Il est notamment champion olympique de vitesse par équipes lors des Jeux de 2020 et de 2024. Il est également quintuple champion du monde de vitesse par équipes en 2019, 2020, 2021, 2023 et 2024.

## Biographie
Jusqu'en 2009, Roy van den Berg participe principalement à des compétitions de BMX. Il devient champion des Pays-Bas de BMX en 2008. En 2009, il est médaillé de bronze au championnat d'Europe de BMX. À partir de cette année-là, il s'oriente vers les épreuves de vitesse pratiquées en cyclisme sur piste.
En 2010, Roy van den Berg est sélectionné aux championnats du monde de Ballerup, près de Copenhague dans trois disciplines : il est éliminé au 1er tour du keirin, termine 25e du tournoi de vitesse et 8e en vitesse par équipes avec Teun Mulder et Yondi Schmidt. Aux championnats d'Europe 2010 à Pruszków, il se classe sixième de la vitesse par équipes, avec Mulder et Hugo Haak. La même année, il est double champion des Pays-Bas en keirin et vitesse. Aux mondiaux de 2011 à Apeldoorn, le trio néerlandais composé de van den Berg, Haak et Mulder prend à domicile la septième place de la vitesse par équipes, puis la quatrième place aux championnats d'Europe 2011.
Non sélectionné pour les Jeux olympiques de Londres, il met de côté la compétition pendant quatre ans. Il reprend sa carrière de BMX, mais après de nombreuses chutes, il se tourne vers le football, où il joue latéral droit en quatrième division et perd 18 kilos. Il fait son retour aux championnats des Pays-Bas sur piste 2015 à Alkmaar. Derrière l'ancien champion du monde Theo Bos, il se classe deuxième de la vitesse. Aux Championnats d'Europe 2016, il crée la surprise en devenant vice-champion d'Europe de vitesse.
En 2017, il obtient la médaille de bronze en vitesse par équipes aux championnats d'Europe sur piste de Berlin avec Jeffrey Hoogland, Harrie Lavreysen, Matthijs Büchli et Sam Ligtlee, même s'il n'a pas participé à la finale. En raison d'une blessure, il est forfait pour les mondiaux 2018. Il est lanceur de l'équipe néerlandaise championne olympique de vitesse par équipes aux Jeux de Tokyo 2020 et de Paris 2024. Il compte également quatre titres de champion du monde de la spécialité entre 2019 et 2023, ainsi que six titres de champion d'Europe entre 2018 et 2024. Le trio néerlandais bat à plusieurs reprises le record du monde, le portant à 40,949 secondes lors de leur deuxième titre olympique en août 2024.

## Vie privée
Roy van den Berg est en couple avec la cycliste Yvonne Hijgenaar depuis 2013, avec qui, ils ont deux enfants.

## Palmarès sur piste

### Jeux olympiques
- Tokyo 2020
  -  Champion olympique de vitesse par équipes
- Paris 2024
  -  Champion olympique de vitesse par équipes

### Championnats du monde
| Épreuve / Édition              | Keirin | Vitesse individuelle | Vitesse par équipes                     |
| Ballerup 2010                  | 21e    | 25e                  | 8e                                      |
| Apeldoorn 2011                 | 31e    | 20e                  | 7e                                      |
| Melbourne 2012                 |        | 29e                  | 7e                                      |
| Pruszków 2019                  |        |                      | Or (avec Büchli, Lavreysen et Hoogland) |
| Berlin 2020                    |        |                      | Or (avec Büchli, Lavreysen et Hoogland) |
| Roubaix 2021                   |        |                      | Or (avec Lavreysen et Hoogland)         |
| Saint-Quentin-en-Yvelines 2022 |        |                      | Argent                                  |
| Glasgow 2023                   |        |                      | Or (avec Lavreysen et Hoogland)         |
| Ballerup 2024                  |        |                      | Or (avec Lavreysen et Hoogland)         |

### Coupe du monde
- 2017-2018
  - 1er de la vitesse par équipes à Minsk  (avec Matthijs Büchli et Theo Bos)
  - 2e de la vitesse par équipes à Manchester
- 2018-2019
  - 1er de la vitesse par équipes à Saint-Quentin-en-Yvelines (avec Jeffrey Hoogland et Sam Ligtlee)
  - 1er de la vitesse par équipes à Londres (avec Jeffrey Hoogland, Matthijs Büchli et Harrie Lavreysen)
  - 2e de la vitesse par équipes à Milton
- 2019-2020
  - 1er de la vitesse par équipes à Hong Kong (avec Jeffrey Hoogland et Harrie Lavreysen)
  - 3e de la vitesse par équipes à Minsk

### Coupe des nations
- 2022
  - 1er de la vitesse par équipes à Milton (avec Sam Ligtlee, Jeffrey Hoogland et Tijmen van Loon)
  - 3e de la vitesse par équipes à Glasgow
- 2023
  - 1er de la vitesse par équipes au Caire
  - 2e de la vitesse par équipes à Jakarta
- 2024
  - 1er de la vitesse par équipes à Milton

### Championnats d'Europe
| Épreuve / Édition              | Vitesse individuelle | Vitesse par équipes                                 |
| Pruszków 2010                  | 8e                   | 6e                                                  |
| Apeldoorn 2011                 |                      | 4e                                                  |
| Saint-Quentin-en-Yvelines 2016 | Argent               |                                                     |
| Berlin 2017                    |                      | Bronze                                              |
| Glasgow 2018                   |                      | Or (avec Hoogland, Lavreysen et van 't Hoenderdaal) |
| Apeldoorn 2019                 |                      | Or (avec Hoogland, Lavreysen et Büchli)             |
| Granges 2021                   |                      | Or (avec Hoogland, Lavreysen et Ligtlee)            |
| Munich 2022                    |                      | Or (avec Hoogland et Lavreysen)                     |
| Granges 2023                   |                      | Or (avec Lavreysen, Hoogland et van Loon)           |
| Apeldoorn 2024                 |                      | Or (avec Lavreysen, Hoogland et van Loon)           |

### Jeux européens
| Édition / Épreuve | Vitesse par équipes |
| Minsk 2019        | Or                  |

### Championnats nationaux
- 2010
  -  Champion des Pays-Bas de keirin
  -  Champion des Pays-Bas de vitesse
- 2011
  -  Champion des Pays-Bas de keirin
  - 3e de la vitesse
- 2015
  - 2e de la vitesse
- 2017
  -  Champion des Pays-Bas de vitesse par équipes
- 2018
  -  Champion des Pays-Bas du kilomètre
  -  Champion des Pays-Bas de vitesse par équipes

## Palmarès en BMX
- 2008
  -  Champion des Pays-Bas de BMX
- 2009
  -  Médaillé de bronze du championnat d'Europe de BMX

## Distinctions
- UEC Hall of Fame[5]